# Måger
Måger (Larinae) er en underfamilie af mågefuglene. De er udbredt i alle verdensdele og er store eller mellemstore fugle, der er knyttet til vandet. Danmark er med sine mange lavvandede strande et godt sted for måger.
Fødderne er forsynet med svømmehud, vingerne er lange og slanke, og flugten er let og ubesværet med rolige vingeslag. Fjerdragten er ret ensartet farvet, hyppigst gråblå på oversiden og hvid på undersiden. Mange måger yngler i kolonier og færdes også udenfor yngletiden i flokke. Føden er meget variabel, men består oftest af småfisk eller krebsdyr.

## Slægter fra Danmark
Listen viser slægter med arter, der er truffet i Danmark. Indtil begyndelsen af det 21. århundrede omfattede mågerne kun få slægter, men nyere DNA-undersøgelser har vist, at de bør deles op i flere slægter som det ses nedenfor

.
- Chroicocephalus
- Hydrocoloeus
- Ichthyaetus
- Larus
- Leucophaeus
- Pagophila
- Rhodostethia
- Rissa
- Xema

## Artsliste
Arter truffet i Danmark
:
- Bonapartemåge Chroicocephalus philadelphia
- Hættemåge Chroicocephalus ridibundus
- Dværgmåge Hydrocoloeus minutus
- Audouinsmåge Ichthyaetus audouinii
- Sorthovedet måge Ichthyaetus melanocephalus
- Stor sorthovedet måge Ichthyaetus ichthyaetus
- Gråmåge Larus hyperboreus
- Hvidvinget måge Larus glaucoides
- Kaspisk måge Larus cachinnans
- Middelhavssølvmåge Larus michahellis
- Ringnæbbet måge Larus delawarensis
- Sildemåge Larus fuscus
- Stormmåge Larus canus
- Svartbag Larus marinus
- Sølvmåge Larus argentatus
- Præriemåge Leucophaeus pipixcan
- Lattermåge Leucophaeus atricilla
- Ismåge Pagophila eburnea
- Rosenmåge Rhodostethia rosea
- Ride Rissa tridactyla
- Sabinemåge Xema sabini

## Galleri
- Nogle måger som er almindelige i Danmark

- Hættemåge, Utterslev Mose, København
- Stormmåge, Allinge, Bornholm
- Sølvmåge, Hellerup, København
- Sildemåge (ungfugl), Frederiksø, Ertholmene
- Svartbag, Ishøj Strand

- Nogle måger som er ualmindelige i Danmark

- Ride, Bulbjerg, Jylland
- Dværgmåge, Slovakiet
- Sorthovedet måge, Northumberland, England
- Hvidvinget måge, Northumberland, England
- Middelhavssølvmåge, Rhône-deltaet, Frankrig

- Nogle måger som ikke forekommer i Danmark

- Svalehalemåge, Galápagosøerne
- Perlegrå måge Chroicocephalus novaehollandiae i Victoria, Australia
- Japanmåge, Chiba-ken, Japan
- Askemåge Larus heermanni i Monterey, Californien
- Tangmåge Larus dominicanus i Chile

- Wikimedia Commons har flere filer relateret til Måger